# In Love and Death
 In Love and Death è il secondo album in studio dei The Used. È stato pubblicato il 28 settembre 2004 e da allora è stato certificato oro. Il titolo e la musica ha un riferimento particolare ai tragici eventi che circondava il cantante Bert McCracken durante l'album di produzione, in particolare la morte della sua ex fidanzata incinta.
L'album è stato nuovamente commercializzato il 3 maggio 2005 con l'aggiunta di una bonus track, una cover dei Queen e di David Bowie, Under Pressure, in collaborazione con i My Chemical Romance. Un articolo su Kerrang! ha
annunciato che la bonus track è stata aggiunta più tardi nell'album senza l'autorizzazione della band.

## Tracce
1. Take It Away - 3:37
2. I Caught Fire - 3:24
3. Let It Bleed - 3:10
4. All That I've Got - 3:58
5. Cut Up Angels - 3:47
6. Listening - 2:46
7. Yesterday's Feelings - 2:48
8. Light With a Sharpened Edge -  3:30
9. Sound Effects and Overdramatics - 3:28
10. Hard to Say - 3:29
11. Lunacy Fringe - 3:40
12. I'm a Fake - 4:06

Traccia bonus nell'edizione deluxe
1. Under Pressure con i My Chemical Romance - 3:39

Traccia bonus nella versione giapponese
1. The Back of Your Mouth - 3:19

## Formazione
- Bert McCracken - voce
- Quinn Allman - chitarra
- Branden Steineckert - batteria
- Jeph Howard - basso